# Фелус, Алегра
Алегра Фелус (греч.  Αλέγρα Φελούς ), 17 января 1916, Трикала, Греческое королевство — 9 февраля 2011, Афины) — греческая коммунистка еврейского происхождения, деятельница Коммунистической партии Греции. Охарактеризована Еврейским музеем в Афинах как «одна из наиболее политизированных евреев участников Греческого Сопротивления».

## Биография
Ал(л)егра Фелус родилась в январе 1916 года в фессалийском городе Трикала, в семье евреев испанского происхождения (сефарды).
Алегра была второй дочерью в семье Давида Фелус и Марики Коэн. Семья Фелус была левых убеждений. Её дядя, Рафаэл Фелус, был секретарём местной организации компартии Греции.
Сопровождая своего дядю, и в возрасте всего лишь 9 лет, Алегра приняла своё первое классовое и боевое крещение, во время крестьянской демонстрации в Трикала в феврале 1925 года, когда полицией были убиты 7 демонстрантов.
После этих событий семья Фелус была вынуждена переехать в приморский фессалийский город Волос. Здесь Алегра вступила в молодёжную организацию компартии (OKNE).
В возрасте 19 лет стала членом компартии. Вышла замуж за волосского предпринимателя (фабрика фруктовых соков) Рафаила Капетаса. Брак был непродолжительным. Однако под фамилией Капетас, Алегра упоминается во многих партийных документах 40-х годов и некоторых сегодняшних еврейских источниках.
Во время диктатуры генерала Метаксаса (1936—1940), как и тысячи других греческих коммунистов, подверглась гонениям и была сослана на острова Кимолос и Фолегандрос. Её двоюродный брат, Минас Камбелис, умер в ссылке на острове Айос-Эфстратиос в начале 1941 года.
С началом Греко-итальянской войны (1940—1941) заключённые и сосланные греческие коммунисты выразили своё желание принять участие в войне, в чём им однако было отказано. После того как на помощь терпевшим поражение от греческой армии итальянцам пришла гитлеровская Германия и заключённые греческие коммунисты передавались полицией немцам, по мере их продвижения, сосланные на острова коммунисты предпринимали попытки выбраться на континент.
Алегра сумела выбраться в Афины, где компартия восстанавливала свои разгромленные диктаторским режимом организации.
После того как 6-й (подпольный) пленум компартии 1 июля 1941 года принял решение о развёртывании вооружённой борьбы и был создан Национально-освободительный фронт Греции (ЭАМ), Алегра была послана в Фессалию, чтобы оказать содействие в создании местных организаций ЭАМ.
Одной из основных задач возложенных на Алегру было наладить контакты с еврейскими общинами Фессалии, вывести их состояния пассивности, с тем чтобы с помощью организаций ЭАМ и подразделений  Народно-освободительной армии (ЭЛАС) спасти еврейское население.
После освобождения Греции, в октябре 1945 года приняла участие в 7 пленуме КПГ, где было принято решение о мирном развитии политической жизни в стране и где Алегра была избрана кандидатом в члены ЦК партии.
Однако в условиях т. н. «Белого террора» развёрнутого монархистами против коммунистов и бывших бойцов ЭЛАС и ЭАМ, Алегра скрывалась в Волосе, в клинике врача Такиса Скифтиса, бывшего в оккупацию врачом 54-го полка ЭЛАС на Пелионе.
Скифтис стал её мужем.
С началом  Гражданской войны (1946—1949) Алегра, вместе с мужем, ушли в горы и вступили в  Демократическую армию.
Т. Скифтис стал одним из основных организаторов медицинской службы Демократической армии.
Алегра была задействована в деятельности женских организаций и в январе 1949 года приняла участие в 5-м пленуме ЦК компартии, состоявшимся в горах Граммос.
После поражения Демократической армии чета Скифтиса получила политическое убежище в  Германской Демократической Республике и поселилась в городе Лейпциг.
В 1955 году Алегра была послана компартией на подпольную работу в Греции.
Впоследствии Алегра высказала сомнения в правильности тактики поддержки подпольной деятельности партии, в период когда развивала свою легальную деятельность Единая демократическая левая партия (ЭДА).
На 8-м съезде компартии Греции, состоявшимся в августе 1961 года в Чехословакии, Алегра вновь была избрана кандидатом в члены ЦК.
Однако на 12-пленуме партии в 1968 году, Алегра, вместе с мужем, примкнули к фракции  еврокоммунистов — Коммунистической партии Греции (внутренней). Осложнения в отношениях с правящим руководством компартии повлекли за собой и осложнения с властями ГДР и чета Скифтисов, не имея возможности вернуться в Грецию, переехала в ФРГ.
Алегра и её муж получили возможность вернуться в Γрецию после падения  военного режима в 1974 году.
Алегра Фелус-Скифти продолжала быть активной в деятельности Коммунистической партии Греции (внутренней) и в свои 90 лет, надеясь на восстановление единства Коммунистической партии Греции.
Умерла в Афинах 9 февраля 2011 года.